# 桑名市総合医療センター
地方独立行政法人桑名市総合医療センター（くわなしそうごういりょうセンター）は、三重県桑名市にある医療機関。

## 概要
北勢地区の救急医療・高度医療を行うために行う病院である（そのため一般外来は原則紹介状が必要）。桑名東医療センター（旧山本総合病院）、桑名西医療センター（旧桑名市民病院）、桑名南医療センター（旧桑名市民病院分院）の3病院の統合および新棟の建設によって開院した。

## 沿革
- 2012年（平成24年）4月 - 桑名東医療センター（旧山本総合病院）において、地方独立行政法人桑名市総合医療センター設立。桑名東医療センター、桑名西医療センター、桑名南医療センターの3センター体制へ。
- 2015年（平成27年）10月 - 桑名東医療センター敷地内にて起工式が行われる。
- 2015年（平成27年）11月 - 着工。
- 2018年（平成30年）1月 - 新棟完成。
- 2018年（平成30年）2月 - 新棟への移転開始。
- 2018年（平成30年）4月 - 開院。既存棟（旧桑名東医療センター）の改修工事開始。
- 2020年（令和2年）3月 -  地域災害拠点病院に指定

## 診療科等
- 内科
- 循環器内科
- 消化器内科
- 糖尿病内分泌内科
- 膠原病リウマチ内科
- 血液内科
- 脳神経内科
- 腎臓内科
- 呼吸器内科
- 総合診療科
- 小児科
- 産婦人科
- 精神科
- 消化器・一般外科
- 乳腺外科
- 形成外科
- 心臓血管外科・呼吸器外科
- 整形外科・リウマチ科
- 脳神経外科
- 眼科
- 耳鼻咽喉科
- 泌尿器科
- 皮膚科
- 放射線科
- 歯科口腔外科
- 救急科
- リハビリテーション科
- 病理診断科
- 麻酔科

## 医療機関の指定等
出典
| 救急指定病院                                                       | 健康保険医療機関                                                           |
| 国保療養取扱機関                                                   | 母体保護法指定                                                             |
| 労災保険指定医療機関                                               | 生活保護法指定医療機関                                                     |
| 結核指定医療機関                                                   | 身体障害者福祉法指定医療機関                                               |
| 指定自立支援医療機関（精神通院）                                   | 指定自立支援医療機関（更正医療）                                           |
| 原爆被爆者一般疾病医療機関                                         | 難病医療費助成指定医療機関                                                 |
| 指定小児慢性特定疾患医療機関                                       | 難病医療協力病院                                                           |
| 厚生労働省指定臨床研修病院                                         | 地域災害拠点病院                                                           |
| 地域医療支援病院                                                   | 三重県がん診療連携準拠点病院                                               |
| 紹介受診重点医療機関                                               | 人間ドック実施医療機関                                                     |
| 三重ＤＭＡＴ指定病院                                               | 三重県肝がん・重度肝硬変治療研究促進事業指定医療機関                       |
| 日本医療機能評価機構認定病院                                       | 地域周産期母子医療センター                                                 |
| 日本内科学会認定医制度教育関連病院                                 | 日本外科学会外科専門医制度修練施設                                         |
| 日本循環器学会認定循環器専門医研修施設                             | 日本不整脈心電学会認定不整脈専門医研修施設                                 |
| 日本心血管インターベンション治療学会研修施設                       | 日本脈管学会認定研修指定施設                                               |
| 日本消化器外科学会専門医修練施設                                   | 日本消化器内視鏡学会専門医制度指導施設                                     |
| 日本消化器病学会専門医制度認定施設                                 | 日本大腸肛門病学会認定施設                                                 |
| 日本肝臓学会認定施設                                               | 日本リウマチ学会教育施設                                                   |
| 日本腎臓学会認定教育施設                                           | 日本呼吸器学会関連施設                                                     |
| 日本呼吸器内視鏡学会気管支鏡専門医制度認定施設                     | 心臓血管外科専門医認定機構認定修練施設                                     |
| 呼吸器外科専門医制度専門研修連携施設                               | 日本産科婦人科学会専門研修連携施設                                         |
| 日本乳癌学会専門医制度関連施設                                     | 日本産科婦人科内視鏡学会認定研修施設                                       |
| 日本婦人科腫瘍学会専門医制度指定修練施設                           | 日本周産期・新生児医学会周産期専門医（新生児）暫定認定施設                 |
| 日本脳卒中学会研修教育施設                                         | 日本脳卒中学会認定一次脳卒中センター（ＰＳＣ）コア施設                     |
| 日本神経学会専門医制度教育施設                                     | 日本認知症学会専門医制度教育施設                                           |
| 日本脳神経血管内治療学会研修施設                                   | 日本脳神経外科学会専門研修プログラム連携施設                               |
| 日本眼科学会専門医制度研修施設                                     | 日本整形外科学会専門医研修施設                                             |
| 日本医学放射線学会放射線専門医修練機関                             | 日本医学放射線学会画像診断管理認証施設                                     |
| 日本臨床細胞学会施設認定                                           | 日本病理学会研修認定施設Ｂ                                                 |
| 日本麻酔科学会麻酔科認定病院                                       | 日本透析医学会専門医制度認定施設                                           |
| 日本リハビリテーション医学会研修施設                               | 日本がん治療認定医機構認定研修施設                                         |
| 日本医療薬学会がん専門薬剤師研修施設                               | 日本医療薬学会認定薬剤師制度研修施設                                       |
| 日本臨床工学技士会認定臨床実習指導施設                             | 日本栄養治療学会栄養サポートチーム(NST)専門療法士取得認定教育施設          |
| 日本病態栄養学会認定病態栄養専門医研修認定施設                     | 日本病態栄養学会認定栄養管理・NST実施施設                                  |
| 日本栄養治療学会 NST稼働認定施設                                   | 日本栄養療法推進協議会(JCNT)NST稼働施設                                    |
| 日本緩和医療学会認定研修施設                                       | 三重県輸血機能評価（I＆Ｒ）認定施設                                        |
| 日本脳ドック学会認定脳ドック実施施設                               | 三重県肝疾患専門医療機関                                                   |
| 浅大腿動脈ステントグラフト実施施設                                 | マンモグラフィ検診施設画像認定施設                                         |
| 日本乳房オンコプラスティックサージャリー学会エキスパンダー実施施設 | 日本乳房オンコプラスティックサージャリー学会インプラント実施施設           |
| 公益財団法人痛風・尿酸財団指定痛風協力医療機関                     | 女性が働きやすい医療機関                                                   |
| 特定非営利活動法人婦人科悪性腫瘍研究機構登録参加施設               | 三学会構成心臓血管外科専門医認定機構基幹施設三重大学医学部付属病院関連施設 |

## 交通アクセス
- JR関西本線・近鉄名古屋線・養老鉄道養老線 桑名駅下車、徒歩で約5分。